# Anapisa aurantiaca
Anapisa aurantiaca är en fjärilsart som beskrevs av Rothschild 1910. Anapisa aurantiaca ingår i släktet Anapisa och familjen björnspinnare. Inga underarter finns listade i Catalogue of Life.